# Camila
Camila je meksički glazbeni soft-rock sastav, osnovan 2005. godine, koji djeluje u glavnom gradu Meksika, Ciudad de Méxicu. Čine ga dva člana: vokal, skladatelj i producent Mario Domm i gitarist Pablo Hurtado. Naziv sastava smislio je prijatelj koji ih je tako nazvao jer njihovo ime Camila znači blizak Bogu.

## Uspjesi
Njihov prvi singl, Abrázame (Zagrli me), postao je veliki hit nakon objavljivanja. Pjesma je puštana na radiostanicama i prije nego što je skupina dobila svoj naziv. 2006. godine, sastav je nominiran za najbolji sastav u nagradama latinoameričke glazbe Lo Nuestro (Naše). Ono što je uslijedilo nakon njihovog prvog singla bila je pjesma Coleccionista de Canciones (Sakupljačica pjesama), koja je bila i soundtrack meksičke telenovele Las Dos Caras de Ana (Anin dvostruki život).
Prvi studijski album Todo Cambió (Sve se promijenilo) izdan je 2006. godine, a dobio je trostruku platinastu ploču od meksičke diskografske udruge AMPROFON za više od 300.000 prodanih primjeraka. Drugi album pod nazivom Dejarte de Amar (Prestati voljeti te), izašao u veljači 2010. godine, u Meksiku je zaradio čak četverostruku platinastu ploču, uz jednu zlatnu, a u SAD-u jednu platinastu. Na nagradama Lo Nuestro iste godine osvojili su jednu nagradu. Osim te, osvojili su i tri Grammyja u kategoriji latino glazbe, album Dejarte de Amar proglašen je najboljim albumom skupine ili dua, a pjesma Mientes (Lažeš) najboljom pjesmom godine.
Nakon odlaska vokala Sama, bend je 2014. izdao treći studijski album Elypse.

## Diskografija
- 2006.: Todo Cambió
- 2010.: Dejarte de Amar
- 2014.: Elypse

## Singlovi
- 2006.: "Abrázame"
- 2006.: "Coleccionista de Canciones"
- 2007.: "Todo Cambió"
- 2007.: "Sólo para ti"
- 2008.: "Yo Quiero"
- 2008.: "Me Da Igual"
- 2009.: "Mientes"
- 2010.: "Aléjate de mi"
- 2010.: "Bésame"
- 2011.: "Entre Tus Alas"
- 2012.: "De Que Me Sirve La Vida"
- 2014.: "Decidiste Dejarme"
- 2014.: "Perdón"
- 2014.: "De Venus"

## Vanjske poveznice
- službene internetske stranice
- službeni YouTube kanal